# Молла Насреддін
Молла Насреддін (азерб. Molla Nəsrəddin) — азербайджанський щотижневий літературно-художній ілюстрований сатиричний журнал, який видавався в Тифлісі (1906—1914, 1917), Тебризі (1921) і в Баку (1922—1931). За 25 років було видано 748 випусків журналу (340 — у Тифлісі, 8 — у Тебризі та 400 — в Баку).

## Історія

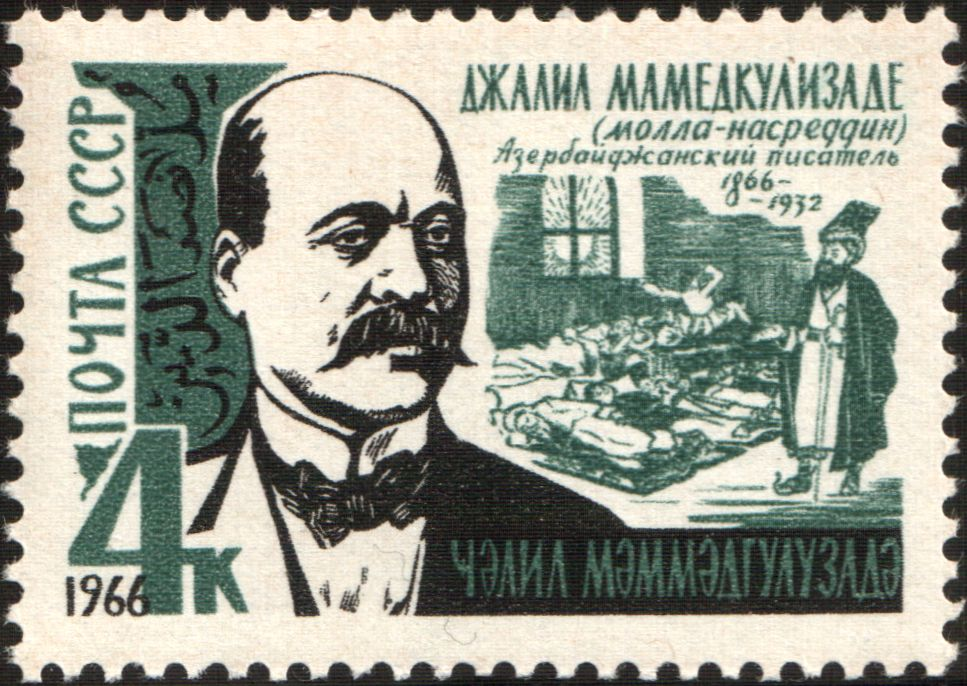
Марка СРСР із зображенням Джаліла Мамедкулізаде та карикатури з журналу

Заснували журнал Джаліл Мамедкулізаде і Омар Фаїк Неманзаде 1906 року в Тифлісі. Виходив журнал до березня 1912 року. У січні 1913 року журнал було відновлено, а в жовтні 1914 року — закрито. Журнал від імені мудреця Молли Насреддіна висловлював ідеї революції 1905—1907 років, а також ідеї робітничого руху в Закавказзі. Був поширений по всьому Близькому, Середньому Сходу і впливав на розвиток демократичного друку. Журнал викривав патріархально-феодальні звичаї, закликав простий народ до боротьби за свободу, а також виступав проти імперіалізму і деспотичних режимів у країнах Сходу. 1917 року видання було відновлено, проте наприкінці того ж року перервалося, оскільки журнал того ж року заборонила цензура.
1921 року «Молла Насреддін» видавався деякий час у Тебризі, а від 1922 до 1931 року — в Баку. На його сторінках друкувалися такі передові азербайджанські письменники як Мірза Алекпер Сабір, Абдуррагім-бек Ахвердов, Гамгюсар, Мамед Саїд Ордубаді, Аваз Садик та ін., і такі художники як Азім Азімзаде, Йосип Роттер, Оскар Шмерлінг.
У радянський час на сторінках журналу можна було побачити заклики до боротьби за викорінення пережитків минулого з відсталістю і неосвіченістю, релігійним фанатизмом та хабарництвом, за визволення колоніальних країн Азії й Африки.
Журнал в ідеологічному плані надавав значну моральну підтримку будівництву соціалізму. Сатиричний стиль журналу був пройнятий насмішкуватістю й іронічністю. Стиль, який використовував Мірза Джаліл, був близький і зрозумілий народу. Для створення особливого підтексту використовувалися лексичні, фразеологічні та граматичні засоби, створені емоційною, іронічною мовою. Вони були насичені різноманітними прийомами викривання.
Під впливом журналу в Азербайджані створювалися такі журнали азербайджанською як «Бахлул» (1907), «Занбур» (1909—1910), «Мірат» (1910), «Ари» (Бджола) (1910—1911), «Калнійят» (1912—1913), «Лак-лак» (1914), «Туті» (1914—1917), «Мезелі» (Кумедний) (1914—1915), «Бабаї-емір» (1915—1916), «Тартан-партан» (1918), «Шейпур»(1918—1919), «Занбур» (1919), «Машал» (Смолоскип) (1919—1920), а також російською: «Джигіт» (1907—1918), «Вай-вай» (1908), «Бакинське горе» (1908—1909), «Бич» (1909—1915), «Пекельна пошта» (1909—1910), «Бакинські стріли» (1910), «Барабан» (1912—1913) та ін.

## Карикатури з журналу

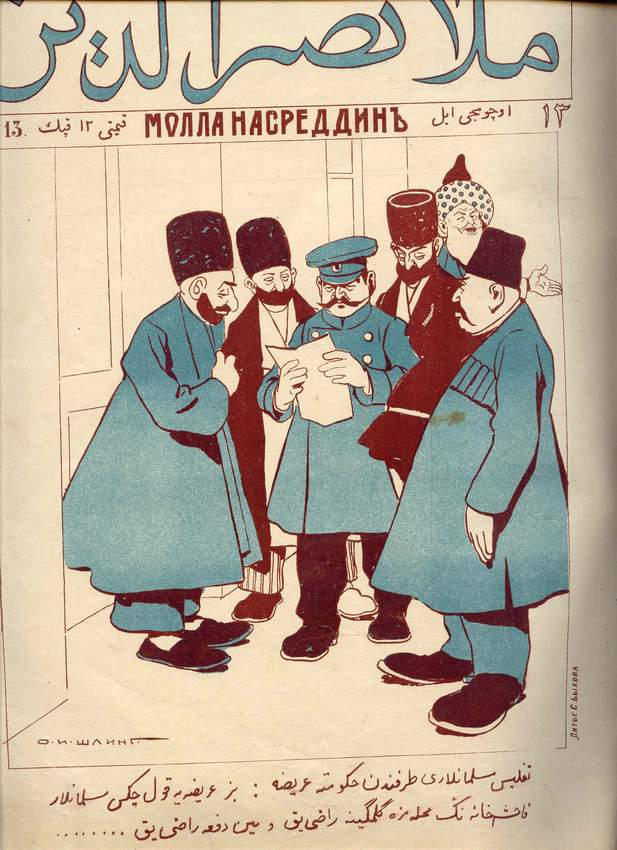
Худ. О. Шмерлінг
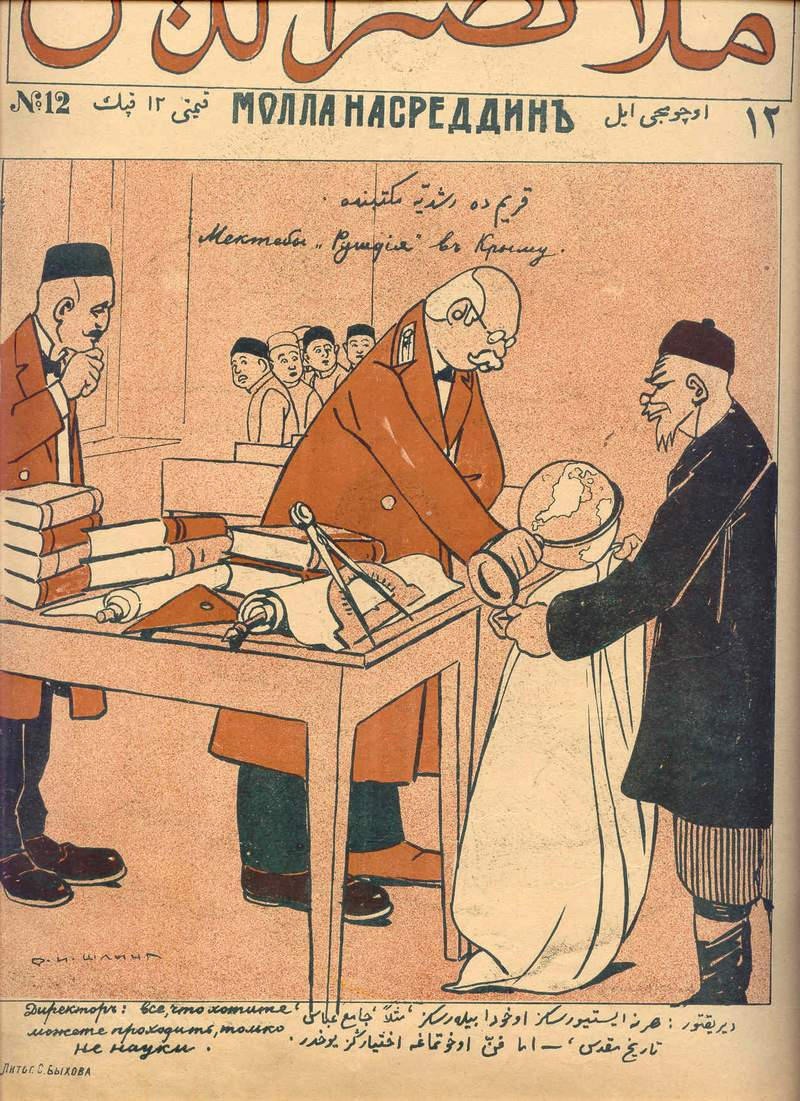
Худ. О. Шмерлінг
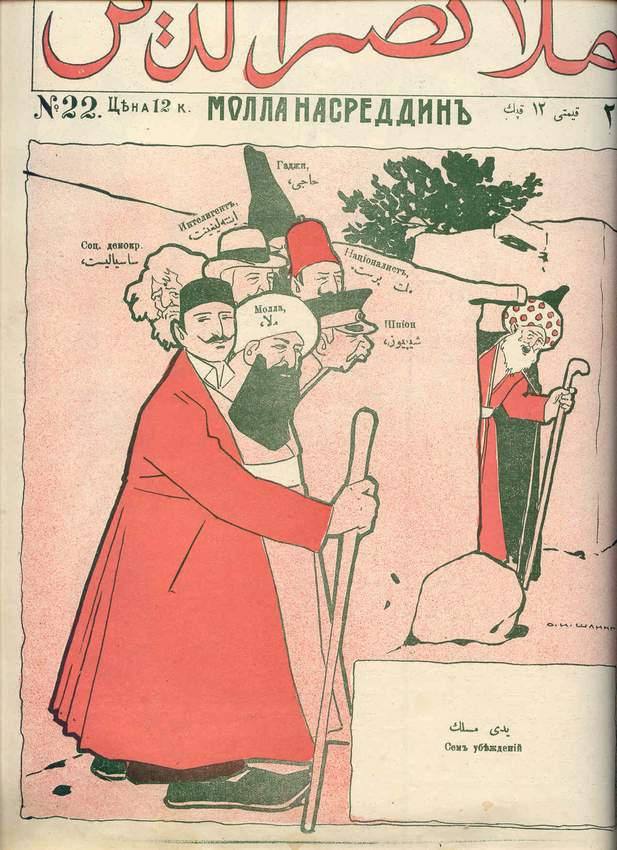
«Сім переконань». Худ. О. Шмерлінг
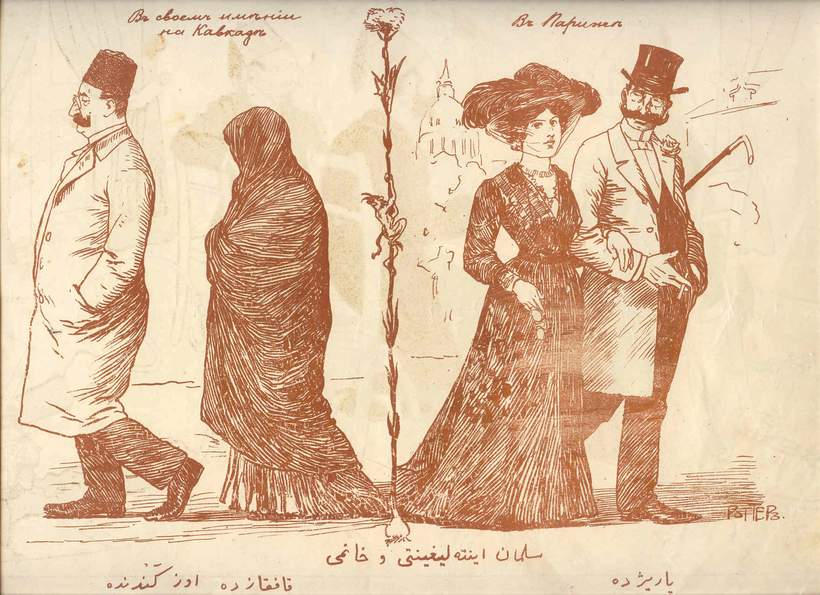
Худ. В. Роттер
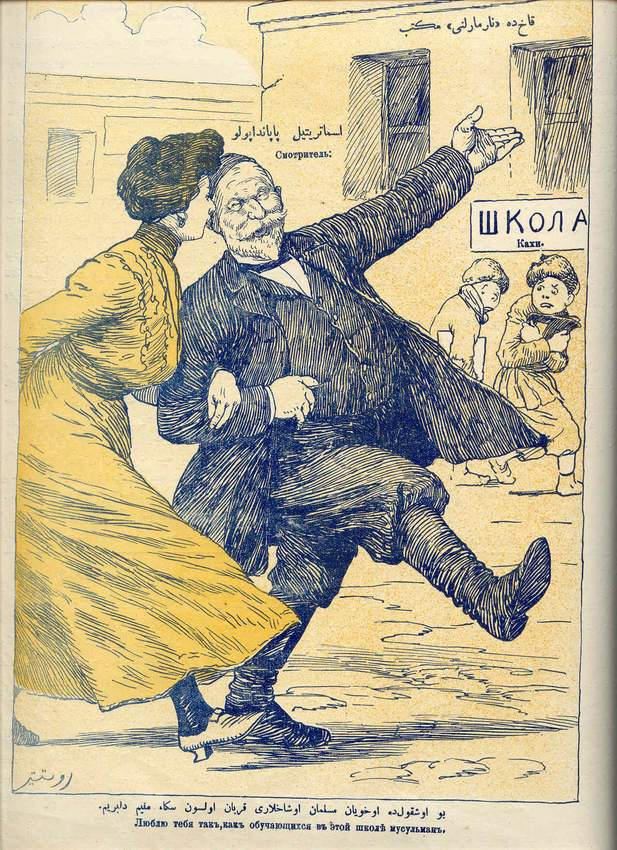
Худ. В. Роттер
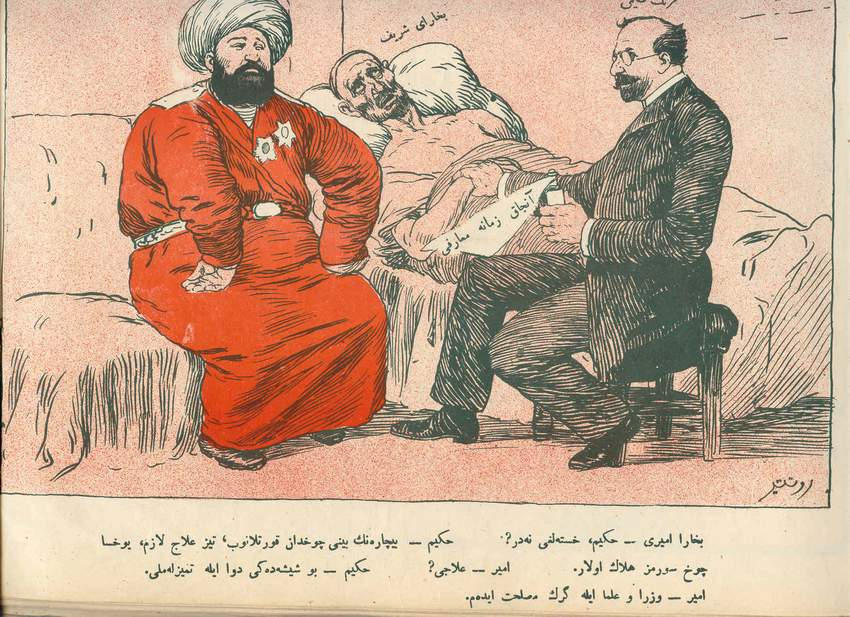
Худ. В. Роттер
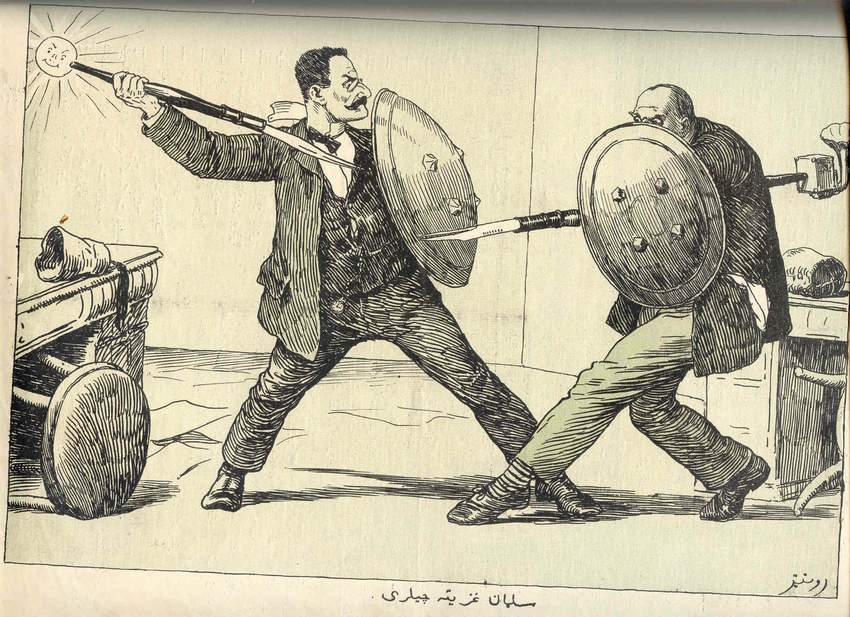
Худ. В. Роттер
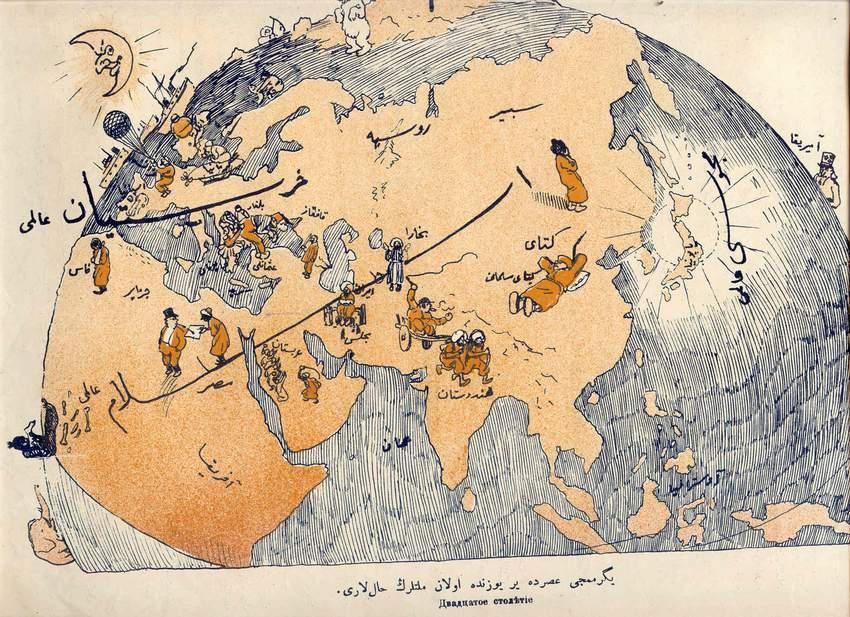
«Двадцяте століття». Худ. Азім Азімзаде
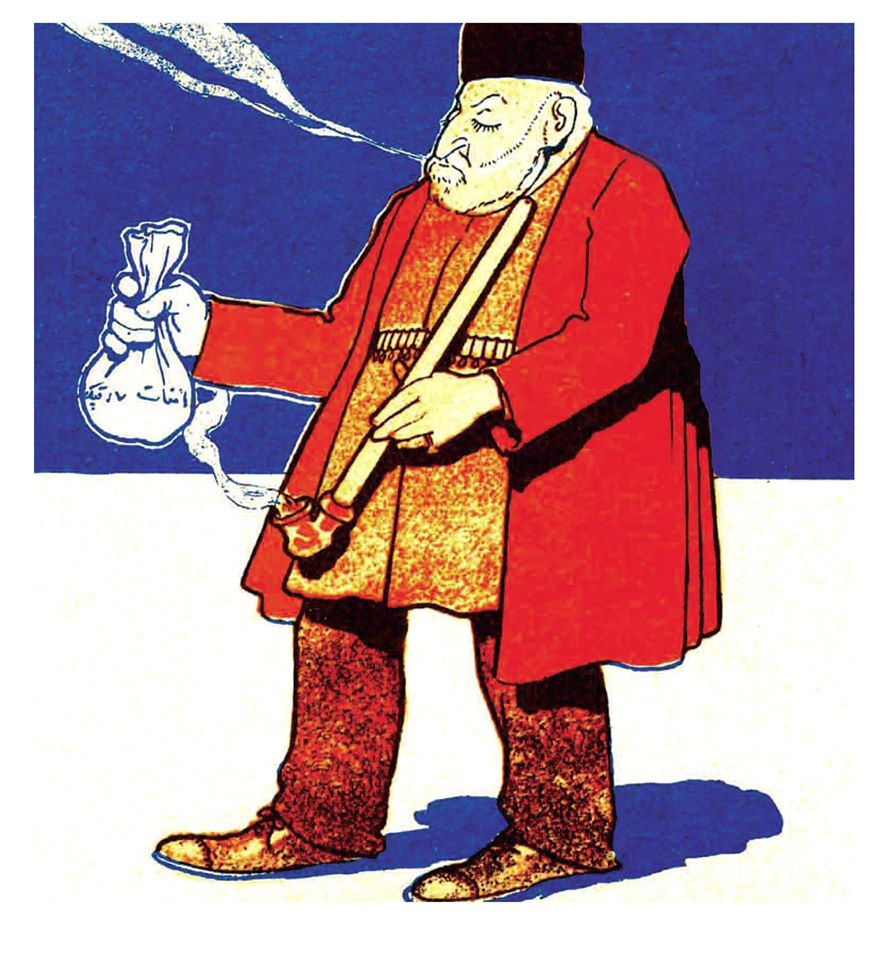
Перша карикатура А. Азімзаде в журналі (1906)
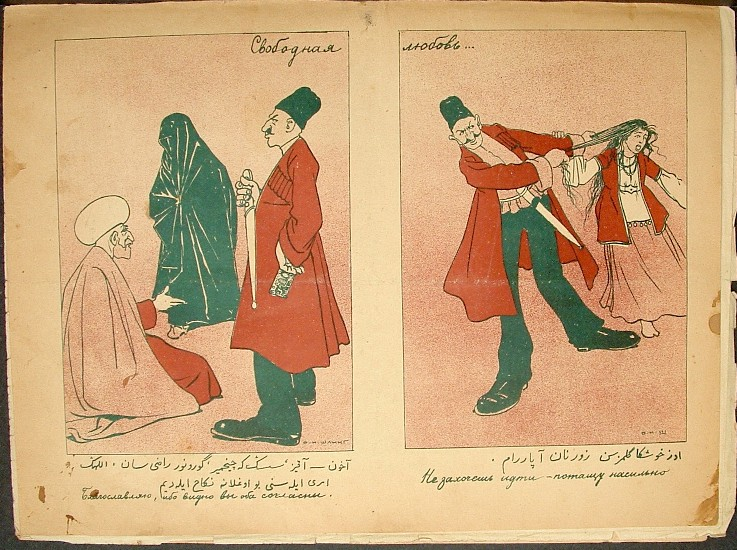
«Вільна любов». Худ. О. Шмерлінг
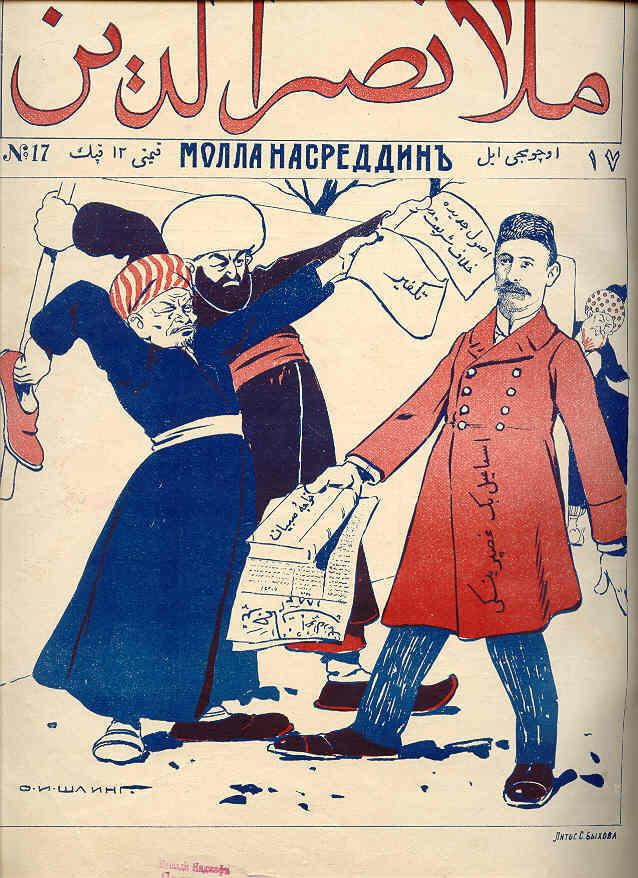
Ісмаїл Гаспринський